# Hansa Jivraj Mehta
Hansa Jivraj Mehta (3 juillet 1897-4 avril 1995) est une réformiste, activiste, indépendantiste, féministe et écrivaine indienne,.

## Jeunesse
Hansa Mehta naît dans une famille de Nagar Brahmin le 3 juillet 1897. Elle est une fille de Manubhai Mehta, chef de l'État de Baroda et la petite-fille de Nandshankar Mehta, auteur du premier roman en gujarati Karan Ghelo.
Elle obtient un diplôme en philosophie en 1918. Elle étudie le journalisme et la sociologie en Angleterre. En 1918, elle rencontre Sarojini Naidu et plus tard Mahatma Gandhi en 1922.
Elle est mariée à Jivraj Narayan Mehta, un éminent médecin et administrateur.

## Carrière

### Politique, éducation et activisme
Hansa Mehta organise le boycott des magasins vendant des vêtements et des boissons alcoolisées à l'étranger et participe à d'autres activités du mouvement pour la liberté, conformément aux conseils du Mahatma Gandhi. Elle a même été arrêtée et envoyée en prison par les Britanniques avec son mari en 1932. Plus tard, elle est élue au Conseil législatif de Bombay.
Après l’indépendance, elle est l'une des 15 femmes à faire partie de l’assemblée constituante qui rédige la Constitution indienne. Elle est membre du Comité consultatif et du sous-comité des droits fondamentaux. Elle plaide pour l'égalité et la justice pour les femmes en Inde.
Hansa Mehta est élue au Comité des écoles de Bombay en 1926 et devient présidente de la Conférence des femmes indiennes en 1945-1946. Dans son discours de prise de fonction, elle propose une Charte des droits de la femme. Elle occupe différents postes en Inde de 1945 à 1960, entre autres vice-chancelière de la SNDT Women's University, membre du All India Secondary Board of Education, présidente du conseil de l'Inter University of India et vice-chancelière de la Maharaja Sayajirao University de Baroda.
Hansa Mehta représente l'Inde à la Commission de l'ONU sur la condition de la femme en 1946. En tant que déléguée indienne à la Commission des droits de l'homme des Nations Unies de 1947 à 1948, elle est chargée de modifier le libellé de la Déclaration universelle des droits de l'homme en remplaçant « tous les hommes sont créés égaux » (expression préférée d'Eleanor Roosevelt) par « tous les êtres humains » soulignant la nécessité de l'égalité des sexes.
Elle est promue vice-présidente de la Commission des droits de l'homme des Nations Unies en 1950. Elle a également été membre du Conseil exécutif de l'UNESCO,.

### Carrière littéraire
Hansa Mehta écrit plusieurs livres pour enfants en gujarati, notamment Arunnu Adbhut Swapna (1934), Bablana Parakramo (1929), Balvartavali part. 1-2 (1926, 1929). Elle traduit quelques livres de Valmiki Ramayana : Aranyakanda, Balakanda et Sundarakanda et de nombreux récits en anglais, dont Les voyages de Gulliver. Elle adapte quelques pièces de Shakespeare. Ses essais ont été rassemblés et publiés sous le titre Ketlak Lekho (1978),.

## Distinction
Hansa Mehta reçoit le Padma Bhushan en 1959.